# Zoophthora occidentalis
Zoophthora occidentalis är en svampart som först beskrevs av Roland Thaxter, och fick sitt nu gällande namn av A. Batko 1964. Zoophthora occidentalis ingår i släktet Zoophthora och familjen Entomophthoraceae.   Inga underarter finns listade i Catalogue of Life.